# Middle Point
Middle Point és una població dels Estats Units a l'estat d'Ohio. Segons el cens del 2000 tenia 593 habitants.

## Demografia
Segons el cens del 2000, Middle Point tenia 593 habitants, 232 habitatges, i 167 famílies. La densitat de població era de 408,9 habitants per km².
Dels 232 habitatges en un 31% hi vivien nens de menys de 18 anys, en un 57,3% hi vivien parelles casades, en un 11,2% dones solteres, i en un 28% no eren unitats familiars. En el 25,9% dels habitatges hi vivien persones soles l'11,2% de les quals corresponia a persones de 65 anys o més que vivien soles. El nombre mitjà de persones vivint en cada habitatge era de 2,56 i el nombre mitjà de persones que vivien en cada família era de 3,04.
Per edats la població es repartia de la següent manera: un 26,8% tenia menys de 18 anys, un 7,3% entre 18 i 24, un 27,3% entre 25 i 44, un 27,2% de 45 a 60 i un 11,5% 65 anys o més.
L'edat mediana era de 36 anys. Per cada 100 dones de 18 o més anys hi havia 89,5 homes.
La renda mediana per habitatge era de 33.661 $ i la renda mediana per família de 37.279 $. Els homes tenien una renda mediana de 31.429 $ mentre que les dones 22.857 $. La renda per capita de la població era de 15.278 $. Aproximadament el 4,4% de les famílies i el 4,9% de la població estaven per davall del llindar de pobresa.

## Poblacions més properes
El següent diagrama mostra les poblacions més properes.